# John Meares
Pour les articles homonymes, voir Meares.

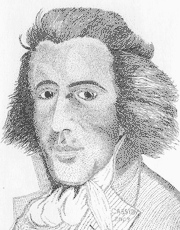
John Meares vu par Richard A. Cassidy.

John Meares, né vers 1756 à Dublin et décédé le 29 janvier 1809 à Bath, était un navigateur, un explorateur et un commerçant de fourrures, connu pour son rôle dans la Crise de Nootka qui amena la guerre entre le Royaume-Uni et l'Espagne.

## Biographie
En 1771, Meares rejoint la Royal Navy en tant qu'aide de capitaine. Il sera élevé au grade de lieutenant en 1778. En 1783, il rejoint la marine commerciale et en 1785, alors qu'il est basé en Inde, crée la Northwest America Company. Cette compagnie est active dans la collecte de fourrures de peaux de loutres de mer chez les peuples amérindiens du Nord-Ouest Pacifique. La fourrure est ensuite revendue en Chine.
La East India Company tient alors un monopole du commerce britannique dans le Pacifique. Les commerçants britanniques doivent posséder une licence payante donnée par cette compagnie pour pouvoir être actifs. Meares, plutôt que de payer la licence, navigue sous bannière portugaise.
Meares enregistre ainsi ses navires à Macao, alors colonie portugaise.
Il part de Calcutta le 12 mars 1786 à bord du Nootka, un navire avec lequel il explore les côtes de l'Alaska. Il passe l'hiver 1786-1787 dans la baie Prince William Sound avec quelques provisions. Son équipage souffre du climat rude mais aussi du scorbut. Vingt-trois hommes décèdent de cette maladie et les dix survivants sont sauvés grâce à l'arrivée du capitaine George Dixon, un britannique qui dispose des licences en règle et qui navigue sur le Queen Charlotte. Meares donne sa parole à Dixon de ne plus venir faire du commerce dans cette région et retourne en Chine en passant par Hawaii. Ne montrant aucune gratitude à Dixon pour lui avoir sauvé la vie, il se met à poursuivre en justice son sauveur parce que ce dernier lui a fait surpayer les fournitures qui ont permis de lui sauver la vie.
En 1788, Meares recommence une expédition avec deux navires et à nouveau sans les licences anglaises en naviguant sous la bannière Portugaise. Les deux navires sont nommés Felice Adventurero (Meares est le capitaine) et Iphigenia Nubiana (William Douglas en est le capitaine).
Les navires quittent la chine le 22 janvier 1788. Ils arrivent dans la baie de Nootka sur l'île de Vancouver en mai. Il passe l'été le long des côtes de la région à commercer pour obtenir des fourrures. Meares clamera par la suite que le chef amérindien Maquinna de la tribu Nuu-chah-nulth lui a vendu quelques terres dans la région de la baie en échange d'armes et de marchandises. Des bâtiments y auraient alors été construits. Ces possessions seront fondamentales par rapport à la position britannique face à l'Espagne durant la Crise de Nookta. Pourtant, par la suite, même Maquina dira de Meares qu'il s'agissait d'un menteur et que les terres ne lui avaient jamais été vendues.

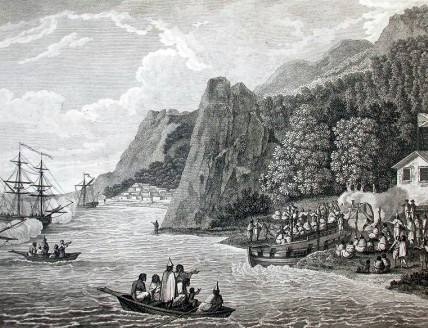
Navire de Meares accostant dans la baie de Nootka.

Les hommes de Meares et un groupe de chinois construisent en 1788 le North West America, la première embarcation non-amérindienne à être construite dans la région du Nord-Ouest. En septembre, Meares retourne en Chine à bord du Felice Adventurero. Le Iphigenia Nubiana et le North West America passent l'hiver dans les îles Hawaii. Durant l'hiver 1788-1789, Meares va à Guangzhou (Canton) où il forme avec d'autres un partenariat dénommé Associated Merchants Trading to the Northwest Coast of America. Des plans sont faits pour avoir de nouveaux navires dans le Nord-Ouest Pacifique en 1789 dont le Princess Royal (en) sous le commandement de Thomas Hudson, et l'Argonaut sous le commandement de James Colnett (en). 
Alors que les commerçants anglais continuent à s'organiser dans le Nord-Ouest Pacifique, les espagnols continuent leurs efforts pour sécuriser toute la région. Au début, ils se concentrent sur les activités des Russes en Alaska. En 1788, Esteban José Martínez apprend que les russes souhaitent construite un poste avancé fortifié dans la baie de Nootka. Ce fait, additionné à l'augmentation de la présence anglaise, pousse l'Espagne à déclarer sa souveraineté sur la région. Des plans sont mis en œuvre pour coloniser la baie pour donner une légitimité à leur souveraineté. Le vice-roi espagnol Manuel Antonio Flores donne l'ordre à Martínez d'occuper la baie et d'y construire des bâtiments pour montrer que le lieu est espagnol.
Martínez arrive dans la baie de Nootka le 5 mai 1789. Il y trouve trois navires dont l'Iphigenia Nubiana. Martínez confisque le navire et arrête son capitaine William Douglas. Après quelques jours, il libère Douglas et son navire en lui ordonnant de quitter le lieu et de ne jamais revenir. Les deux autres navires sont américains et se nomment Columbia Rediviva et Lady Washington. Durant l'été, d'autres navires de Meares arrivent. Les navires de la compagnie de Meares sont saisis sous prétexte qu'ils violent les droits espagnols en faisant du commerce de fourrures. Le North West America est renommé Santa Saturnina et utilisé par José María Narváez pour explorer le détroit de Géorgie en 1791.
Lorsque la nouvelle parvient à Meares en Chine, il part pour l'Angleterre. Il y arrive en avril 1790 et déclare avoir construit des bâtiments dans la baie de Nootka avant Martínez et profite de l'appréhension des autorités anglaises par rapport aux Espagnols pour faire remonter sa plainte. Il augmente également le préjudice financier subi par sa société. Au mois de mai, le chambre du Royaume demande à la Royal Navy de se préparer pour les hostilités. Un ultimatum est envoyé à l'Espagne. Cela débuta le périple de George Vancouver à bord du HMS Discovery.
En 1790, Meares publie Voyages Made in the Years 1788 and 1789, from China to the North West Coast of America. Il y décrit ses voyages dans le Nord-Ouest Pacifique et montre sa vision économique dans le Pacifique. Il se plaint du monopole de la East India Company et demande que son pouvoir soit diminué car cela avait un impact négatif sur le commerce. Son message passera finalement mais seulement après les Guerres napoléoniennes. Son livre causa également des critiques par rapport à l'épisode où il fut sauvé par George Dixon. On publia par la suite des pamphlets pour le critiquer. Pour critiquer qu'il se surestime et parce qu'il a raconté de nombreux mensonges. Il a par exemple écrit que Robert Gray avait fait le tour de l'île de Vancouver mais cette affirmation fut rejetée par Gray lui-même. Les explorations de George Vancouver prouva également qu'il avait raconté des mensonges. Néanmoins, certains mensonges comme ceux où il disait avoir été le premier à construire des bâtiments dans la baie de Nootka, permirent aux anglais d'avoir une base de négociation pour revendiquer l'Oregon et la Colombie-Britannique. Il sera d'ailleurs fait commandeur de la Royal Navy en 1795.

## Héritage
- Le Cap Meares, en Oregon est nommé en hommage à Meares.
- L'île Meares, près de l'entrée de la baie Clayoquot en Colombie-Britannique porte également son nom.
- C'est Meares qui nomma en 1788 le mont Olympe (Mount Olympus pour les anglophones)[9],[10].